# Redoute de Spinola
La redoute de Spinola (en maltais : Ridott ta' Spinola), également connue sous le nom de redoute Birżebbuġa (en maltais : Ridott ta' Birżebbuġa), est une redoute situé à Birżebbuġa à Malte. Elle a été construite par l'ordre de Saint-Jean de Jérusalem en 1715-1716 dans le cadre d'une série de fortifications côtières autour des îles maltaises. Elle a été démolie.

## Historique
Construite en 1715-1716 dans une chaîne de fortifications défendant la baie de Marsaxlokk, elle faisait partie d'une série de redoutes qui en comptaient également trois autres, le fort San Lucian, deux plus petites tours de De Redin, sept batteries et trois retranchements. Les fortifications les plus proches de la redoute de Spinola étaient la batterie de Pinto au nord-est et les tranchées de Birżebbuġa au sud.
La redoute de Spinola est l’une des quatre redoutes construites à Malte, les trois autres étant la redoute de Fresnoy, la tour Vendôme et la tour Marsalforn. Elle avait une forme carrée, semblable à la tour Vendôme.
La redoute a été démolie et son site est maintenant un jardin public.